# تحساس ذاتي
التحساس الذاتي (بالإنجليزية: Idiosyncrasy)‏، هي سمة غير طبيعية للفرد، قد يُعتبر الرهبة أو الاختلاف المركزي أو الغرابة.

## الاستخدام

### فيالطب
تحسس تجاه نوع من أنواع الطعام، أو الدواء، أو أي عامل آخر في شخص معين. وهي صفة شخصية كعادة مرتبطة بالدماغ، أو التكوين الجسدي والنفسي. 

### علم الأدوية
يدل على رد فعل شاذ أو غريب أو فرط الحساسية من الأدوية دون الاتصال المباشر.

### الطب النفسي
في الطب النفسي، يعني المصطلح بحالة عقلية محددة وفريدة من نوعها للمريض، وغالبا ما يرافقه مستحدث. في التحليل النفسي والسلوكي، يتم استخدامه للطريقة الشخصية مع تفاعل فرد مُعين، منها قد تسبب ذكريات الحنين في شخص واحد أو الاشمئزاز في آخر.